# Fernando Herrero Gutiérrez
Fernando Herrero Gutiérrez (* 17. Oktober 1981) ist ein spanischer Radrennfahrer.
Fernando Herrero gewann 2005 beim Circuito Montañés die erste Etappe in Torrelavega. Bei der spanischen Meisterschaft in Murcia wurde er Zweiter im Straßenrennen der Amateure. Bei der Vuelta Ciclista a León konnte Herrero mit seinem Team das Mannschaftszeitfahren gewinnen und er war bei dem italienischen Eintagesrennen Gran Premio Capodarco erfolgreich.

## Erfolge
2005
- eine Etappe Circuito Montañés
- Mannschaftszeitfahren Vuelta Ciclista a León
- Gran Premio Capodarco

## Teams
- 2006 Grupo Nicolás Mateos